# Shane (série télévisée)
Pour les articles homonymes, voir Shane.
Shane  est une série télévisée américaine en 17 épisodes de 50 minutes créée par Herschel Daugherty et Gary Nelson et diffusée entre le 10 septembre et le 31 décembre 1966 sur le réseau ABC. Elle s'inspire d'un livre paru en 1949 du même nom écrit par Jack Schaefer (il existe également une adaptation du roman au cinéma en 1953) et a été filmée comme un feuilleton.
Cette série est inédite dans tous les pays francophones.

## Distribution
- David Carradine : Shane
- Bert Freed : Rufe Ryker
- Jill Ireland : Marion Starrett
- Tom Tully : Tom Starrett
- Sam Gilman : Sam Grafton
- Chris Shea : Joey Starrett
- Diane Ladd : Amy Sloate

## Épisodes
1. The Distant Bell
2. The Hant
3. The Wild Geese
4. An Echo of Anger
5. The Bitter, The Lonely
6. Killer in the Valley
7. Day of the Hawk
8. The Other Image
9. Poor Tom's A-Cold
10. High Road in Viator
11. The Day the Wolf Laughed
12. The Silent Gift
13. A Long Night of Mourning
14. The Big Fifty
15. The Great Invasion (Part 1)
16. The Great Invasion (Part 2)
17. A Man'd Be Proud